# Daján
En daján är en person med ett särskilt förtroendeuppdrag vid en bet din, den rabbinska domstolen. Vanligtvis en rabbin men inte nödvändigtvis. Oftast utgör tre personer en rabbinsk domstol och de sammanträder vid exempelvis en individs konvertering till judendom. 